# Technogym
Technogym es una empresa italiana que fabrica equipos para fitness. Fue fundada el 20 de octubre de 1983 en un garaje de Cesena, por su actual presidente Nerio Alessandri. Technogym es líder en Italia y en el mundo del sector.

## La empresa
Technogym, que actualmente tiene sede en Cesena, tiene una plantilla de alrededor de 1.400 empleados, incluyendo 600 en el extranjero, con una edad media de 33 años. Fuera de las fronteras nacionales tiene 12 sucursales, repartidas en tres continentes: Europa, América y Asia. Alrededor del 85% de la producción se exporta a 100 países de todo el mundo. Según el sitio web oficial se equiparon más de 35.000 instalaciones deportivas en el mundo y cerca de 20.000 viviendas privadas.
Fue proveedor oficial en los Juegos Olímpicos de Sídney 2000, Juegos Paralímpicos de Sídney 2000, Juegos Olímpicos de Atenas 2004, Juegos Olímpicos de Turín 2006, Juegos Paralímpicos de Turín 2006, Juegos Asiáticos de 2006, Juegos Panamericanos Guadalajara 2011 y Juegos Olímpicos de Pekín 2008

## Trabajo
El magazín de negocios estadounidense Fortune catalogó a Technogym como una de las 10 mejores empresas para trabajar en Europa, Debido a la continua participación de los empleados en los programas de formación y al Corporate Wellness Program, que ofrece a todos los empleados la oportunidad de asistir a un gimnasio de la empresa de manera gratuita y acceso al seguimiento médico regular llevado a cabo por un equipo de especialistas.